# 인구주택총조사
인구주택총조사(人口住宅總調査, Population and Housing Census)는 대한민국에서 시행하는 인구와 주택에 대한 통계조사를 말한다. 「통계법」 제5조의3이 법적 근거 조항이며 인구, 가구 및 주택의 실태를 파악하기 위해 실시한다. 대한민국 영토의 인구 및 가구의 실태를 파악하는 인구총조사와 주택의 실태를 파악하는 주택총조사를 아울러 일컫는 명칭이다.
조사일을 기준으로 하여 인구총조사는 ▲대한민국 영토에 3개월 이상 거주하고 있는 대한민국 국민 ▲대한민국 국민으로서 외국에 공무로 체재 중인 사람과 그 가족 ▲대한민국 영토에 3개월 이상 거주하고 있는 외국인(군인·외교관·기타 공무로 체재 중인 사람과 그 가족은 제외)이 대상이 되며 주택총조사는 대한민국 영토에 있는 주택(외국 정부의 공적 기관과 국제 기관이 관리하는 주택은 제외)이 대상이 된다.
인구총조사는 가구를 단위로, 주택총조사는 주택을 단위로 실시하며 모두 등록센서스로 실시하되 불가능할 경우 면접 조사로 할 수 있다. 등록센서스로 실시하는 경우 주기는 1년으로 하며 면접 조사·인터넷 조사·기입 조사·전화 조사 등 현장 조사를 실시할 때는 연도의 끝자리가 0이나 5년 끝나는 해마다 실시한다. 기준일시는 기본적으로 실시되는 해의 11월 1일 0시가 된다.
인구주택총조사를 실시하는 기관은 대한민국 통계청이지만 광역지방자치단체에 권한을 위임할 수 있다. 현장 조사를 수행하기 위해 채용하는 조사요원에 대한 모집·채용·교육 훈련·관리 등의 업무도 광역지방자치단체장이 위임 업무로서 수행한다.

## 역사

### 삼국 시대
원삼국 시대와 삼국 시대에 호구조사가 이루어졌을 것이라 추정되지만 남아있는 자료나 기록은 없다. 다만 1933년 발견된 신라장적은 신라 시대에 이미 1년마다 기록하고 3년마다 작성하는 호구조사 제도가 있었음을 알 수 있게 해준다. 신라장적에는 서원경 인근 네 개 마을에 대해 인구수와 논밭의 넓이, 소와 말의 수 등이 기록되어 있다.

### 고려 시대
고려 건국 이후에도 조사는 계속되어 호구조사와 토지조사가 실시됐다. 《고려사》, 《고려사절요》에 조사했다는 기록은 있지만 정확한 내용까지 남아있지는 않다. 당시의 인구조사는 3년마다 이루어졌으며 자료는 2통을 만들어 1통은 관아에서 보관하고 나머지 1통은 각자 집에서 보관했다. 《송사》에는 고려의 총 인구수가 남녀 210만 구(口)라는 기록이 남아 있는데 이는 1130년쯤의 시점으로 추정된다. 또한 1231년 몽골 제국이 침략할 당시의 인구는 294만 명 정도로 추산된다.

### 조선 시대
조선 시대에도 국가 운영을 위해 호구조사에 많은 공을 들였다. 세금도 매기고 군역은 물론 각종 잡역에 동원할 인력 자원을 확보하는 것이 중요했기 때문이었다. 조선 태종 6년(1406년) 전국적인 호구조사와 함께 호패법을 실시했단 기록이 있으며, 《태종실록》에는 경상동의 호구 수가 48,993호, 인구수가 98,915명이라고 기록되어 있다. 《세종실록》에는 한성부의 호구 수가 19,552호이고 성저십리의 호구 수가 2,339호라고 기록되어 있다. 조선 성종 때는 《경국대전》을 통해 호구조사를 3년마다 하도록 법제화했다.
조선 시대의 호구조사는 16세 이상 장정만을 대상으로 했다. 아동과 노비는 물론 유랑민도 호구조사에서 제외됐는데 이들은 전체 인구의 70%를 넘을 것으로 추산된다. 토니 마이클은 자신의 저서 《인구조사》를 통해 조선 시대의 인구는 실제 호구수의 7.95를 곱한 값이 10% 내외의 오차범위에서 근접한 수치에 해당한다고 주장했다. 이를 토대로 계산하면 조선 정조 때의 인구는 약 750만 명 정도가 된다.
한국에서 시행된 최초의 근대적 통계는 1896년 9월 1일 공표된 「호구조사규칙」에 의해서다. 「호구조사규칙」은 호적의 내용을 매년 수정하고 거구지는 원적을 표기할 것을 규정해놓고 있었다. 대한민국 정부는 이때의 호구조사가 근대적 통계의 시작으로 인식하여 「호구조사규칙」을 공표한 9월 1일을 통계의 날로 지정해 기념하고 있다.
「호구조사규칙」에 의거한 인구조사는 1896년부터 1908년 사이에 이루어졌는데 이 당시의 연호 광무에서 이름을 따와 흔히 광무호적이라 부른다. 광무호적에 의하면 당시 한성부의 세대주는 12,659명이며 이중 585명이 여성 세대주였다.

### 일제 시대
1925년 10월 1일 조선총독부는 조선에서 처음으로 인구조사를 시행했는데 당시 공식 명칭은 간이국세조사였다. 1920년에 처음 시행할 예정이었지만 3·1 운동 때문에 연기됐다. 참고로 이때 일본도 첫 근대적 인구 조사가 시작됐다. 1925년 간이국세조사 당시 총인구는 남자 972만 6,000명, 여자 929만 4,000명이었으며 이후에도 꾸준히 인구조사를 시행했다. 일제 시대 때 시행된 마지막 인구조사는 1944년 당시의 간이국세조사인데 이는 전시 징병을 위한 것이었다. 당시 조사된 인구는 총 2,512만 2,000명이었는데 이때 조사는 남북한을 동시에 조사한 마지막 인구조사이기도 하다.

### 대한민국
해방 이후 해외 거주자들이 대거 한국에 돌아오면서 인구수의 정확한 파악이 요구되었다. 이에 1949년 정부 수립 후 최초의 총인구조사가 시행됐다. 6.25 전쟁 이후 내무부 산하에 배치된 통계국에서 인구조사를 담당했다.
일제 시대의 국세 조사 개념에서 벗어나지 못하던 해방 후의 인구조사가 급변한 것은 박정희 정부 때의 일이다. 통계국을 내무부에서 경제기획원으로 이관하고 명칭도 조사통계국으로 바꿨다. 1970년 대통령 박정희는 1970년 인구조사에 앞서 "총인구 주택조사는 제반 정책 수립의 기초자료가 될 것"이라며 국민들의 협조를 요청하는 담화를 발표하기도 했다. 1990년 그때까지 다양한 명칭으로 불리던 인구조사를 정식으로 인구주택총조사란 이름으로 통일했다.
1960년에 실시된 인구주택국세조사에서 집계된 합계출산율 6.1명은 당시 정부로 하여금 산아 제한 정책을 내놓도록 했다. 1970년대 총조사 때는 급속 경제 성장기라는 상황과 맞물려 전화, 텔레비전 등 전자기기의 소유 여부를 묻는 항목이 추가됐으며 문화 시설 조사 항목에는 신문 구독 여부와 피아노가 포함되었다. 아파트 시대가 시작하면서 주택의 질을 가늠하기 위한 조사 항목도 추가됐다.
교육열이 높아졌던 1980년대 총조사 때는 5년 전 거주지 외에도 1년 전 거주지를 물었으며 전공 학과 항목도 신설했다. 저출산 및 고령화 시대가 본격적으로 다가온 2000년대 총조사에는 사라졌던 초혼 연령 항목이 부활했으며 고령자 생활비 원천과 같은 구체적인 질문도 등장했다. 인터넷 시대의 영향으로 컴퓨터와 휴대 전화가 필수품이 되자 컴퓨터 및 인터넷 활용 상태와 같은 항목은 사라졌다. 주5일근무제의 시행으로 삶의 질이 바뀌자 여가 활용 형태를 묻는 항목이 추가됐다.
2010년대에는 저출산의 핵심 원인으로 지목된 여성의 경력 단절 문제와 관련하여 결혼 전 취업 여부와 자녀 출산 시기를 조사하기 시작했다. 2020년 총조사 때는 1인 가구가 확대되면서 1인 가구와 관련된 항목이 강화되었고 애완동물 및 소방 시설에 관한 질문이 추가되었다.

## 연표
| 명칭               | 조사 기간                  | 비고 |
| ------------------ | -------------------------- | --- |
| 간이국세조사       | 1925년 10월 1일~5일        | - 최초의 인구조사 |
| 조선국세조사       | 1930년 10월 1일            | - 직업 등 경제 활동 사항 포함 |
| 조선국세조사       | 1935년 10월 1일~5일        | |
| 국세조사           | 1940년 5월 1일             | |
| 간이국세조사       | 1944년 5월 1일             | - 전시 상황에서 병역법의 실시와 더불어 시행함 |
| 인구주택총조사     | 1949년 5월 1일             | - 인구 이동 사항 포함 |
| 간이총인구조사     | 1955년 9월 1일             | |
| 인구주택 국세조사  | 1960년 12월 1일~4일        | - 주택에 관한 조사 사항 포함 - 20% 표본 집계(경제 활동 및 출산) |
| 인구센서스         | 1966년 10월 1일            | - 10% 표본조사 병행(경제 활동 및 출산력) |
| 총인구 및 주택조사 | 1970년 10월 1일            | - 10% 표본조사 병행(경제 활동, 출산력, 인구 이동, 주택에 관한 사항 일부) |
| 총인구 및 주택조사 | 1975년 10월 1일~10일       | - 5% 표본조사 병행(경제 활동, 출산력, 인구 이동, 주택에 관한 사항 일부) |
| 인구 및 주택센서스 | 1980년 11월 1일            | - 15% 표본조사 병행(경제 활동, 출산력, 인구 이동) |
| 인구 및 주택센서스 | 1985년 11월 1일~10일       | - 전 항목 전수조사 - 성씨·본관·종교에 관한 조사 실시 |
| 인구주택총조사     | 1990년 11월 1일            | - 10% 표본조사 병행(경제 활동, 출산력, 인구 이동, 통근·통학, 가구에 관한 사항 일부) - 교통 관련 항목 추가 - 자료 입력의 광학 마크 인식(OMR) 도입                            |
| 인구주택총조사     | 1995년 11월 1일~9일        | - 10% 표본조사 병행(경제 활동, 출산력, 인구 이동, 통근·통학, 가구에 관한 사항 일부) - 종교 및 거주 기간에 관한 조사 실시 - 빈집조사표를 이용한 빈집조사 실시                |
| 인구주택총조사     | 2000년 11월 1일~10일       | - 10% 표본조사 병행(경제 활동, 인구 이동, 고령화, 정보화, 가구에 관한 사항 일부) - 아파트 전수조사구에 대한 응답자 기입 방식 도입 - 자료 입력의 PC 지방 분산 입력 방식 도입 |
| 인구주택총조사     | 2005년 11월 1일~15일       | - 10% 표본조사 병행(경제 활동, 인구 이동, 통근·통학, 저출산, 고령자, 가구에 관한 사항 일부) - 인터넷 조사 방법 도입                                                         |
| 인구주택총조사     | 2010년 11월 1일~15일       | - 아파트 주택 항목을 행정 자료로 대체 - 인터넷 조사 후 방문 면접 조사의 2단계 조사 체계 - ICR 입력 방식을 통한 자료 입력 효율화                                             |
| 인구주택총조사     | 2015년 10월 22일~11월 15일 | - 전수 부문은 행정 자료를 활용한 등록센서스 방식으로 실시 - 표본 부문은 인터넷 조사와 방문 면접조사로 실시                                                                  |
| 인구주택총조사     | 2020년 11월 1일            | |

## 논란

### 사생활 침해
인구주택총조사는 질문 내용이 지나치게 사적이고 민감하다며 사생활 침해라는 불만을 매번 불러일으켰다. 사망한 자녀가 있는지 사생아가 있는지를 묻는가 하면 초혼 시기가 언제인지 부부가 침실을 따로 쓰는지 등 불편한 질문도 다수 포함되어 있기 때문이다. 이에 대해 통계청은 "사회와 경제의 변화에 부응해 그 변화상을 보다 자세하게 반영할 수 있는 조사 항목을 선정한다"라는 입장을 밝혔으며 2017년 대한민국 헌법재판소도 "조사를 통해 달성하려는 공익이 청구인의 사익 제한보다 훨씬 크고 중요하다"라며 "조사가 개인정보 자기결정권을 침해했다고 볼 수 없다"라고 판시해 인구주택총조사가 합헌이라는 결정을 내리기도 했다.
이러한 방식은 2015년부터 다소 바뀌게 되었다. 전국 모든 가구를 일일이 찾아다니던 조사 방식에서 벗어나 기존 행정 자료를 활용한 기초 조사를 바탕으로 전 국민의 20%만 표본 조사하는 방식으로 제도를 고친 것이다. 주민등록부, 건축물대장 등의 등록 조사로 알기 어려운 자녀의 출산 시기, 아동 보육 현황, 경력 단절 여부 등을 표본 조사하기로 했으며 통계의 정확성을 높이고자 5년 전보다 표본 수를 배로 늘리기도 했다.
한편, 인터넷 조사 방식이 도입되면서 조사 결과가 외부로 유출되는 개인정보 유출 우려 여부도 늘어났다. 이에 대해 통계청은 "조사 내용은 모두 코딩(암호화)되며 설계를 알지 못하면 판독을 할 수 없다", "조사 결과를 저장한 시스템에 접근하는 사람은 극히 제한적이며, 허가를 받은 사람만 자료 처리를 위해 접근할 수 있다"라며 관련 시스템이 철저히 관리·운영되고 있다고 밝혔다. 「통계법」에도 조사 자료를 목적 외의 용도로 사용하거나 다른 이에게 제공하면 3년 이하의 징역 또는 3,000만 원 이하의 벌금에 처한다는 규정이 있다.

### 조사요원 안전 문제
조사요원들의 안전 문제도 매번 반복되고 있다. 2010년 총조사 당시 안전사고는 437건이 있었으며 이 중 개 물린 사고가 80건으로 전체의 18.3%에 달했다. 이 비율은 2015년 총조사 때는 23.5%로 증가했다(다만, 건수는 16건으로 줄었다). 계단에서 넘어져 다친 사례도 많았고 교통 사고가 차지하는 비중도 높았다. 방문가구 거주자가 조사원에게 욕설을 하거나 위협 행위를 하기도 했고 30대 여성 조사요원에게 성적 폭행을 시도한 사례도 있었다.
그나마 2015년 총조사부터 20% 표본조사와 인터넷 조사로 방식이 바뀌면서 조사요원 수가 줄자 총 발생 건수도 줄어들었다. 통계청은 안전 교육을 강화하고 비상 시를 대비한 손전등과 경보기를 지급하고 있지만 비상 상황에 적극적으로 대처 가능한 교육이나 안전 도구는 제공되고 있지 않다.

### 내용주
1. ↑  「인구주택총조사 규칙」에서는 가구를 '1명이 단독으로 생계를 영위하거나 2명 이상이 공동으로 취사·취침 등을 하며 생계를 영위하는 생활 단위'라 정의하며 주택을 '하나 이상의 가구가 독립된 주거생활을 할 수 있는 구조로 된 건축물'로 정의한다.

### 참조주
1. ↑  김동우 (2017년 6월 5일). “[문화재로 보는 우리 역사]180년 전 발급 일종의 호적등본 사조·동거인·노비 등 기록 담아”. 《강원일보》. 2022년 3월 13일에 확인함.
2. ↑  최경환; 김명은 (2015년 10월 6일). “[2015 인구주택총조사①] 삼한시대 '호구조사'가 기원…현대엔 국가 필수 데이터”. 《뉴스1》 (서울). 2022년 3월 13일에 확인함.
3. ↑  최영창 (2010년 11월 16일). ““고려 475년간 ‘역병’ 35회 발생, 몽골 침략당시 인구는 294만명””. 《문화일보》. 2022년 3월 13일에 확인함.
4. 1 2 3 4 5 6  박병률 (2015년 9월 11일). “징세·수탈 목적 ‘꼬치꼬치’…불순한 호구조사가 ‘통계의 꽃’으로”. 《경향신문》. 2022년 3월 13일에 확인함.
5. ↑  유성운 (2022년 1월 13일). “조선시대 한양 여성도 재테크 ㆍ상업 활동 뛰어들었다”. 《중앙일보》. 2022년 3월 13일에 확인함.
6. 1 2 3  박지윤; 서현희; 전윤재 (2020년 9월 3일). “전축은? 인터넷은? 반려동물은? 인구조사 60년에 담긴 시대상”. 《한국일보》. 2022년 3월 13일에 확인함.
7. ↑  손성원 (2020년 11월 10일). “결혼기념일에 직장 직위까지? '사생활 침해' 인구조사 논란”. 《한국일보》. 2022년 3월 13일에 확인함.
8. ↑  이승우 (2015년 10월 24일). “똑똑~ "인구조사 왔어요"…90년 만에 사라지는 풍경”. 《한국경제》. 2022년 3월 13일에 확인함.
9. ↑  조준형; 이율립 (2020년 10월 16일). “[팩트체크] 인구총조사는 전국민 대면조사? 사생활침해 우려는?”. 《연합뉴스》 (서울). 2022년 3월 13일에 확인함.
10. 1 2  최경환 (2017년 11월 2일). “"개 무서워요" 통계청 조사원 '호소'…안전사고 2위 '개 물림'”. 《뉴스1》 (서울). 2022년 3월 13일에 확인함.
11. ↑  차지연 (2014년 10월 2일). “인구주택총조사 현장조사원 사건·사고 피해 437건 달해”. 《연합뉴스》 (세종). 2022년 3월 13일에 확인함.